# Schweizerische Centralbahn

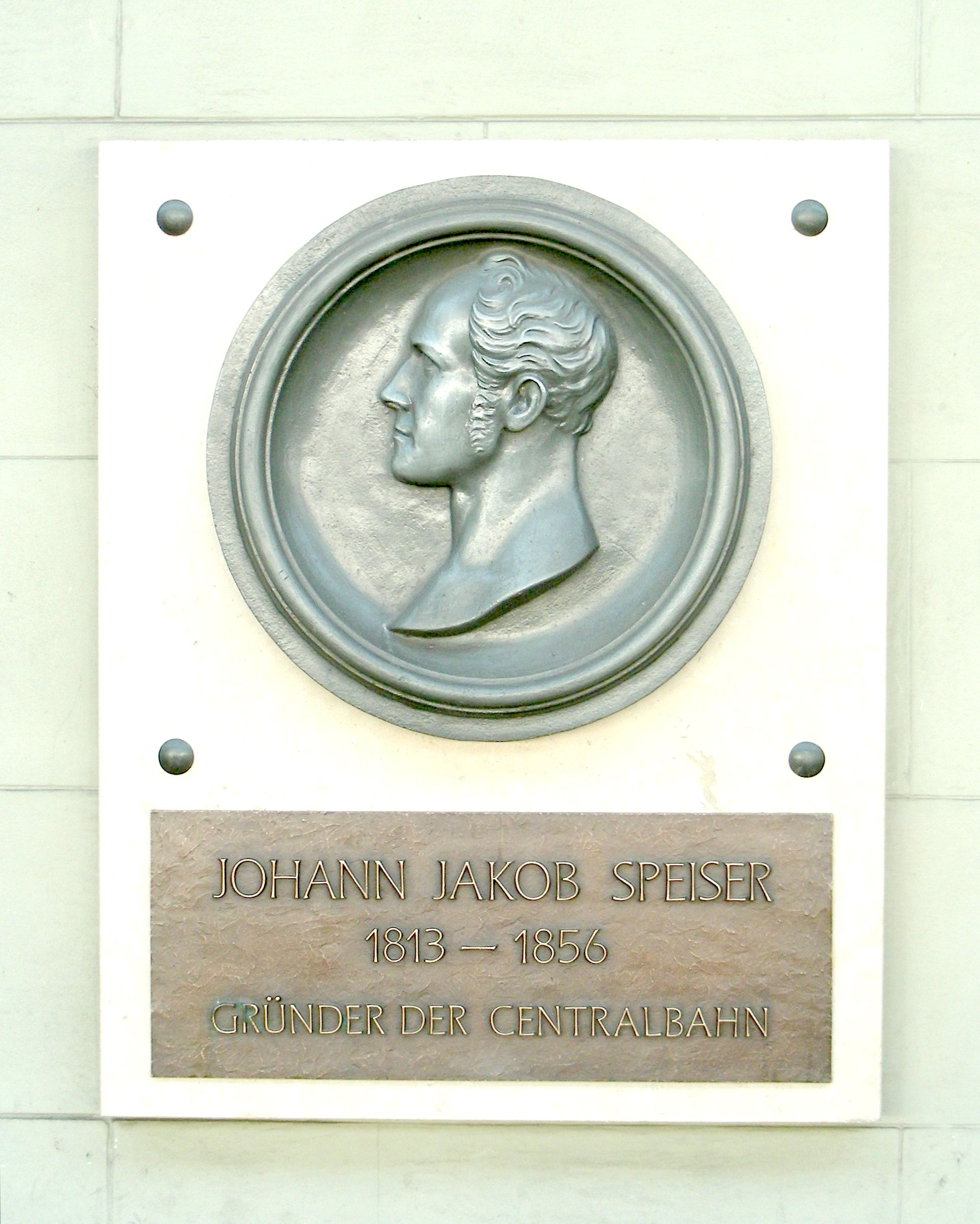
Johan Jakob Speiser, oprichter van de Centralbahn, Gedenktafel in station Olten

De Schweizerische Centralbahn (SCB) was een Zwitserse spoorwegonderneming.

## Geschiedenis
De SCB werd op 4 februari 1853 door Johann Jakob Speiser, Achilles Bischoff en Karl Geigy in Bazel opgericht. De SCB bouwde van Bazel een traject over Liestal - Olten naar Bern, Brugg, Thun, Biel/Bienne en Luzern.
Het doel van de SCB was het realiseren van een spoorwegknooppunt met station Olten als middelpunt. Olten werd hierdoor aangegeven met de nul kilometer als uitgangspunt van het Zwitserse spoorwegnet.
Op het hoofdtraject van de SCB van Bazel naar Olten moest van Läufelfingen naar Trimbach de Hauensteinbarrière worden overwonnen. Hier werd de Hauensteintunnel met een lengte van 2495 meter gebouwd.
De SCB verbond in het jaar 1860 ook het Zwitserse spoorwegnet met het Franse spoorwegnet en in 1873 met het Duitse spoorwegnet. Van 1871 tot 1875 bouwde de SCB samen met de Nordostbahn (NOB) de Bötzbergbahn van Pratteln naar Brugg en van 1873 tot 1882 een traject naar de Gotthardspoorlijn van de Gotthardbahn (GB). Van het traject Rupperswil over Brugg naar Immensee van de Aargauische Südbahn was de bedrijfsvoering in handen van SCB.
In 1902 werd het spoorwegnet van de SCB met een lengte van 333 kilometer geïntegreerd in het spoorwegnet van de Schweizerischen Bundesbahnen (SBB).

## Centralbahn
Een tweetal ondernemingen maakt ook gebruik van de naam Centralbahn.
De Zentralbahn (ZB) is een Zwitserse spoorwegmaatschappij die op 1 januari 2005 ontstond uit een fusie tussen de Luzern-Stans-Engelbergbahn (LSE) en Brünigbahn van de Zwitserse nationale spoorwegmaatschappij SBB.
De Centralbahn AG is een private Zwitserse spoorwegonderneming. Het hoofdkantoor is in Bazel. Het doel van deze spoorwegonderneming is het aanbieden van eigen rijtuigen en eigen tractie voor het rijden van toeristische groepen. Ook wordt er tractie voor goederenvervoer aangeboden.